# 1548年聖品人婚姻法令
《1548年聖品人婚姻法令》（英語：Clergy Marriage Act 1548；2 & 3 Edw 6 c 21）是英格蘭國會的一項法令。作為英格蘭宗教改革的一部分，它廢除了英格蘭教會內禁止牧師結婚的禁令。（在亨利八世宣布自己為英格蘭教會最高領袖之前，教會事務完全由羅馬天主教教會法規管限，英格蘭君主對此沒有權限。）
整部法令當時尚未被廢除的部分由《1969年成文法（廢除）法令》第1條及附表第II部廢除。（根據《1889年釋義法令》第10條，這並沒有將禁令恢復為有效。）

## 第2條
《1888年成文法編正法令》第1(1)條及附表第I部廢除了本條由「and be it」起至「aforesaide」止的字句。

## 第3條
本條已由《1887年成文法編正法令》第1條及附表廢除。